# سیارک ۱۵۹۵۵
سیارک ۱۵۹۵۵ (به انگلیسی: 15955 Johannesgmunden، نامگذاری:1998BS13) پانزده هزار و نهصد و پنجاه و پنجمین سیارک کشف شده‌است که در ۲۶ ژانویه ۱۹۹۸ کشف شد.
قدر مطلق سیارک برابر ۱۳٫۷۰ است.